# Primera División 1948 (Argentinië)
In 1948 werd het 18e profseizoen gespeeld van de Primera División, de hoogste voetbaldivisie van Argentinië.  In totaal was dit het 57ste seizoen. Independiente werd kampioen. 

## Eindstand
| Plaats | Club                      | Wed. | W  | G  | V  | Saldo | Ptn. |
| ------ | ------------------------- | ---- | -- | -- | -- | ----- | ---- |
| 01.    | CA Independiente          | 30   | 17 | 7  | 6  | 65:42 | 41   |
| 02.    | CA River Plate            | 30   | 12 | 13 | 5  | 59:48 | 37   |
| 03.    | Estudiantes de La Plata   | 30   | 16 | 4  | 10 | 63:45 | 36   |
| 04.    | Racing Club               | 30   | 15 | 6  | 9  | 68:45 | 36   |
| 05.    | CA Newell’s Old Boys      | 30   | 12 | 8  | 10 | 54:37 | 32   |
| 06.    | CA San Lorenzo de Almagro | 30   | 12 | 8  | 10 | 55:54 | 32   |
| 07.    | CA Vélez Sársfield        | 30   | 11 | 10 | 9  | 44:44 | 32   |
| 08.    | CA Boca Juniors           | 30   | 10 | 10 | 10 | 52:47 | 30   |
| 09.    | CA Platense               | 30   | 11 | 8  | 11 | 57:65 | 30   |
| 10.    | CA Huracán                | 30   | 11 | 7  | 12 | 45:49 | 29   |
| 11.    | Chacarita Juniors         | 30   | 9  | 10 | 11 | 45:48 | 28   |
| 12.    | CA Rosario Central        | 30   | 12 | 3  | 15 | 74:73 | 27   |
| 13.    | CA Banfield               | 30   | 9  | 6  | 15 | 54:67 | 24   |
| 14.    | CA Tigre                  | 30   | 8  | 7  | 15 | 56:81 | 23   |
| 15.    | CA Lanús                  | 30   | 5  | 13 | 12 | 38:57 | 23   |
| 16.    | Gimnasia y Esgrima LP (P) | 30   | 6  | 8  | 16 | 51:78 | 20   |

|     | Kampioen    |
| (P) | Promovendus |

## Topschutters
| Speler              | Speler          | Goals | Club            |
| ------------------- | --------------- | ----- | --------------- |
| Vlag van Argentinië | Benjamín Santos | 21    | Rosario Central |